# Lepthyphantes paoloi
Lepthyphantes paoloi là một loài nhện trong họ Linyphiidae.
Loài này thuộc chi Lepthyphantes. Lepthyphantes paoloi được Jörg Wunderlich miêu tả năm 1995.